# Kōji Miyoshi
Kōji Miyoshi (三好 康児 Miyoshi Kōji?, Kawasaki, Kanagawa, 26 de marzo de 1997) es un futbolista japonés que juega de delantero en el VfL Bochum de la 2. Bundesliga.

## Trayectoria

### Clubes
| Club                                | País       | Año       |
| ----------------------------------- | ---------- | --------- |
| Kawasaki Frontale                   | Japón      | 2015-2020 |
| J. League sub-22 (cedido)           | Japón      | 2015      |
| Hokkaido Consadole Sapporo (cedido) | Japón      | 2018      |
| Yokohama F. Marinos (cedido)        | Japón      | 2019      |
| Royal Antwerp F. C. (cedido)        | Bélgica    | 2019-2020 |
| Royal Antwerp F. C.                 | Bélgica    | 2020-2023 |
| Birmingham City F. C.               | Inglaterra | 2023-2024 |
| VfL Bochum                          | Alemania   | 2024-     |

## Palmarés

### Títulos nacionales
| Título                      | Club                | País    | Año  |
| --------------------------- | ------------------- | ------- | ---- |
| Copa de Bélgica             | Royal Antwerp F. C. | Bélgica | 2020 |
| Copa de Bélgica             | Royal Antwerp F. C. | Bélgica | 2023 |
| Primera División de Bélgica | Royal Antwerp F. C. | Bélgica | 2023 |

### Distinciones individuales
| Distinción                                                 | Año  |
| ---------------------------------------------------------- | ---- |
| Jugador del partido contra Uruguay en la Copa América 2019 | 2019 |